# Giovanni Antonio Summonte
Giovanni Antonio Summonte (Nápoles, segunda mitad del siglo XVI - Nápoles 1602) fue un historiador Italiano.
Ejerció la profesión de notario y escribió una Storia della Cittá ed il Regno di Napoli. La primera edición de esta obra fue secuestrada y quemada y su autor murió en la cárcel. La razón que se dio para procesar a Summonte fue que en ella se revelaban secretos políticos, pero parece que la verdadera causa fue el que se diera a conocer el humilde origen de muchas familias patricias de Nápoles. Summonte escribió también un Manuale divinorum officiorum.